# Колос (Красноармейский район)
Колос — посёлок в Красноармейском районе Краснодарского края.
Входит в состав Октябрьского сельского поселения.

## География
Улицы
- пер. Первомайский,
- ул. Дружбы,
- ул. Набережная,
- ул. Первомайская,
- ул. Почтовая,
- ул. Прикубанская.

## Население
| 2002 | 2010 |
| ---- | ---- |
| 604  | ↘534 |